# Очевидна валідність
Очеви́дна валі́дність (англ. face validity) — це ступінь, до якого тест суб'єктивно розглядають як такий, що охоплює поняття, яке він має вимірювати. Вона стосується прозорості або релевантності тесту, як його сприймають учасники тестування. Іншими словами, тест можуть вважати таким, що має очевидну валідність, якщо він «виглядає так, ніби» вимірює те, що повинен вимірювати. Наприклад, якщо тест підготовлено для вимірювання здатності учнів виконувати множення, і люди, яким його показали, всі погоджуються, що він виглядає як добрий тест на здібність у множенні, це демонструє очевидну валідність тесту. Очевидну валідність часто порівнюють зі змістовною валідністю та конструктною валідністю.
Деякі люди використовують термін «очевидна валідність», застосовуючи його лише до валідності тесту в очах тих, хто не є експертами в методологіях тестування. Наприклад, якщо тест розроблено для вимірювання того, чи добре діти вміють писати, і батьків запитують, чи є він добрим тестом, це оцінює очевидну валідність тесту. Якщо ж натомість питають експерта, деякі можуть стверджувати, що це вже не оцінка очевидної валідності. Це розмежування видається занадто прискіпливим для більшості застосувань.[джерело?] Загалом, очевидна валідність означає, що тест «виглядає так, ніби» він працюватиме, на відміну від «доведено, що він працює».

## Симуляція
У симуляції першою метою розробника системи є створення системи, яка може підтримувати виконання завдання та реєструвати виконання завдання користувачем під час будь-якого конкретного випробування. Завдання (і, відповідно, виконання завдання) в симуляторі повинні бути репрезентативними для реального світу, який він моделює. Очевидна валідність є суб'єктивною мірою ступеня, до якого цей вибір видається розумним «на перший погляд», тобто суб'єктивно для експерта після лише поверхневого огляду змісту.
Дехто виходить з того, що це показник реалістичності системи на думку користувачів та інших осіб, обізнаних із реальною системою, яку моделюють. Такі особи могли би сказати, що якщо ці експерти вважають модель адекватною, то вона має очевидну валідність. Проте насправді очевидна валідність стосується тесту, а не системи.